# Dvorec Ruperčvrh
Dvorec Ruperčvrh (nemško Ruprechtshof) je stal v naselju Stranska vas pri Novem mestu v občini Novo mesto.

## Zgodovina
Janez Ernest Paradeiser je začel z gradnjo dvorca Ruperčvrh leta 1641. Jurij Sigmund ga je leta 1657 dokončal. 1675 si ga je s poroko pridobil baron Janez Gotfried Egkh. 1726 je bilo gospostvo prisojeno kostanjeviškemu samostanu. Leta 1763 je graščina zgorela in bila popolnoma prenovljena. 1825 je dvorec na dražbi kupil Anton Schweiger pl. Lerchenfeld. Leta 1850 ga je posedoval Julij pl. Valmagonij. Leta 1919 je dvorec posedovala Josipina Stare in je ostal v posesti Staretov do konca druge vojne. 6.aprila leta 1943 so partizani izropali in požgali dvorec, lokalno prebivalstvo pa je kamenje porabilo za gradbeni material za okoliške hiše. 
Ime bližnje vasi Birčna vas verjetno izhaja iz grajskih biričev, ki so živeli v bližini dvorca Ruperčvrh.
- Dvorec Ruperčvrh v Valvasorjevi topografiji leta 1679
- Dvorec Ruperčvrh na Franciscejskem katastru za Kranjsko, 1823-1869
- Predvojna razglednica dvorca Ruperč vrh